# Ai Yori Aoshi
Ai Yori Aoshi (jap. 藍より青し, dt. „Blauer als Indigo“) ist eine Manga-Serie des japanischen Zeichners Kō Fumizuki. Der über 3.000 Seiten umfassende Manga, der sich dem Seinen-Genre zuordnen lässt und von 1998 bis 2005 erschien, wurde in zwei Anime-Serien verfilmt und als Computerspiele umgesetzt.

## Handlung
Der alleinstehende Student Kaoru Hanabishi (花菱 薫) trifft nach Jahren auf seine Verlobte Aoi Sakuraba (桜庭 葵), deren Familie ein Depāto gehört. Kaoru wurde als uneheliches Kind in die Zaibatsu-Familie Hanabishi geboren. Nach dem Tod seines Vaters wurde seine Mutter verstoßen und er unter häufigen Prügeln von seinem Großvater, dem Familienpatriarchen, erzogen. Als auch seine Mutter starb, hielt ihn nichts mehr bei den Hanabishis und er verließ die Familie.
Aoi, die ihn bittet, wieder zu den Hanabishis zurückzukehren, damit eine Heirat der beiden wieder standesgemäß und damit für Aois Familie akzeptabel wird, hält er zunächst für einen Köder der Hanabishis. Dieses Missverständnis wird aber bald ausgeräumt, und Aoi zieht mit in seine Studentenwohnung, wo sie von seiner harten Kindheit erfährt. Als Aois Gouvernante Miyabi Kagurazaki (神楽崎 雅) und Aois Mutter sie bitten, diese unstandesgemäße Verlobung zu vergessen, widerspricht Aoi, sonst eine perfekte Yamato nadeshiko, ihnen zum ersten Mal. Sie können sie jedoch überzeugen, in eine Villa der Sakurabas zu ziehen, wobei Kaoru jedoch, um einen Eklat zu vermeiden, als Mieter im Arbeiterhaus wohnen und Aoi sich als seine Vermieterin ausgeben muss.
Im weiteren Verlauf ziehen Kaorus Clubkameradinnen, die Halb-Amerikanerin Tina Foster (ティナ・フォスター) und die tollpatschige Taeko Minazuki (水無月 妙子), die auf der Suche nach einer Wohnung sind, mit ein, letztere als Dienstmädchen. Dadurch gestaltet sich es allerdings für beide schwer, ihre Beziehung zu vertiefen, was später mit dem Auftauchen von Mayu Ayuki (美幸 繭) und dem Einzug von Taekos Cousine Chika Minazuki (水無月 ちか) noch komplizierter wird.

## Veröffentlichungen
Ai Yori Aoshi erschien von 1998 bis August 2005 in Einzelkapiteln im japanischen Manga-Magazin Young Animal, in dem zur selben Zeit unter anderem auch Kentaro Miuras Berserk und Katsu Akis Manga Love Story veröffentlicht wurden. Der Hakusensha-Verlag fasste diese Einzelkapitel ab Mai 1999 auch in Sammelbände zusammen, von denen insgesamt siebzehn erschienen sind.
Der Manga wurde auch in den USA, in der Volksrepublik China, in Hongkong, Nordamerika, Spanien, Mexiko, Frankreich und Deutschland veröffentlicht. Egmont Manga & Anime brachte die deutschsprachige Fassung der siebzehn Bände heraus.

## Adaptionen

### Anime
Eine 24 Episoden umfassende Anime-Serie auf Basis des Mangas wurde vom Studio J.C.Staff animiert. Regie führte Masami Shimoda, das Drehbuch nach dem Manga schrieb Ken’ichi Kanemaki. Die Fernsehserie wurde vom 11. April bis 26. September 2002 kurz nach Mitternacht (und damit am vorigen Fernsehtag) auf Fuji TV erstausgestrahlt.
Unter dem Titel Ai Yori Aoshi – Enishi (藍より青し ～縁～, dt. „Blauer als Indigo – Liebesverbindung“) folgte eine Fortsetzung der ersten Anime-Serie. Diese besteht aus zwölf Episoden. Für diese wurde auch eine Vorschau namens Miyuki produziert in der Kaoru der „Weihnachtsmann“ in Form von Aoi erscheint. Der Stab blieb größtenteils gleich. Diese Serie wurde wie auch die erste in Nordamerika und Frankreich auf DVD veröffentlicht.  Diese wurde vom 12. Oktober 2003 bis 28. Dezember ebenfalls kurz nach Mitternacht auf TV Saitama ausgestrahlt, mit einem Tag Zeitversatz auf TV Kanagawa und wiederum einen Tag später auf Chiba TV.
Beide Animes decken jedoch nur die Handlung der ersten 1–2 Jahre des Mangas ab.

#### Musik
Für die erste Staffel wurde als Vorspann Towa no Hana (永遠の花, dt. „Blume der Ewigkeit“) von Yōko Ishida benutzt. Für den Abspann wurden Namo Shirenu Hana (名も知れぬ花, dt. „die Blume ohne Namen“) von the Indigo benutzt, für Episode 15 Akai Hana (朱い花, dt. „rote Blume“) von the Indigo, für Episode 18 I’ll Be Home von Satsuki Yukino, der Synchronsprecherin von Tina Foster, und für Episode 24 Towa no Hana von Yōko Ishida.
Für Ai Yori Aoshi – Enishi wurde als Vorspann Takaramono (たからもの, dt. „Kostbarkeit“) von Yōko Ishida benutzt. Für den Abspann wurde I Do! von the Indigo, für Episode 9 Presence von the Indigo und für Episode 12 Towa no Hana von Yōko Ishida verwendet.

#### Synchronisation
| Rolle             | japanischer Sprecher (Seiyū) |
| ----------------- | ---------------------------- |
| Kaoru Hanabishi   | Sōichirō Hoshi               |
| Aoi Sakuraba      | Ayako Kawasumi               |
| Miyabi Kagurazaki | Akiko Hiramatsu              |
| Taeko Minazuki    | Kaori Mizuhashi              |
| Tina Foster       | Satsuki Yukino               |
| Mayu Miyuki       | Sayaka Narita                |
| Chika Minazuki    | Halko Momoi                  |

### Computerspiel
2003 erfolgte eine Umsetzung als Adventure für die PlayStation 2. Später folgten Ai yori Aoshi – Haru-Natsu (藍より青し ～春夏～, dt. „Blauer als Indigo – Frühling und Sommer“) und Ai yori Aoshi: Aki-Fuyu (藍より青し ～秋冬～, dt. „Blauer als Indigo – Herbst und Winter“) für den PC.

## Hintergründe
Der Titel leitet sich von einer Zeile eines Gedichtes des chinesischen Philosophen Xunzi ab. Dort heißt es Ao wa Ai yori Idete Ai yori Aoshi (青は藍より出でて藍より青し bzw. chinesisch 青出於藍而勝於藍, Pinyin Qīng chū yú lán ér shèng yú lán).